# Wolfgang II. von Pappenheim

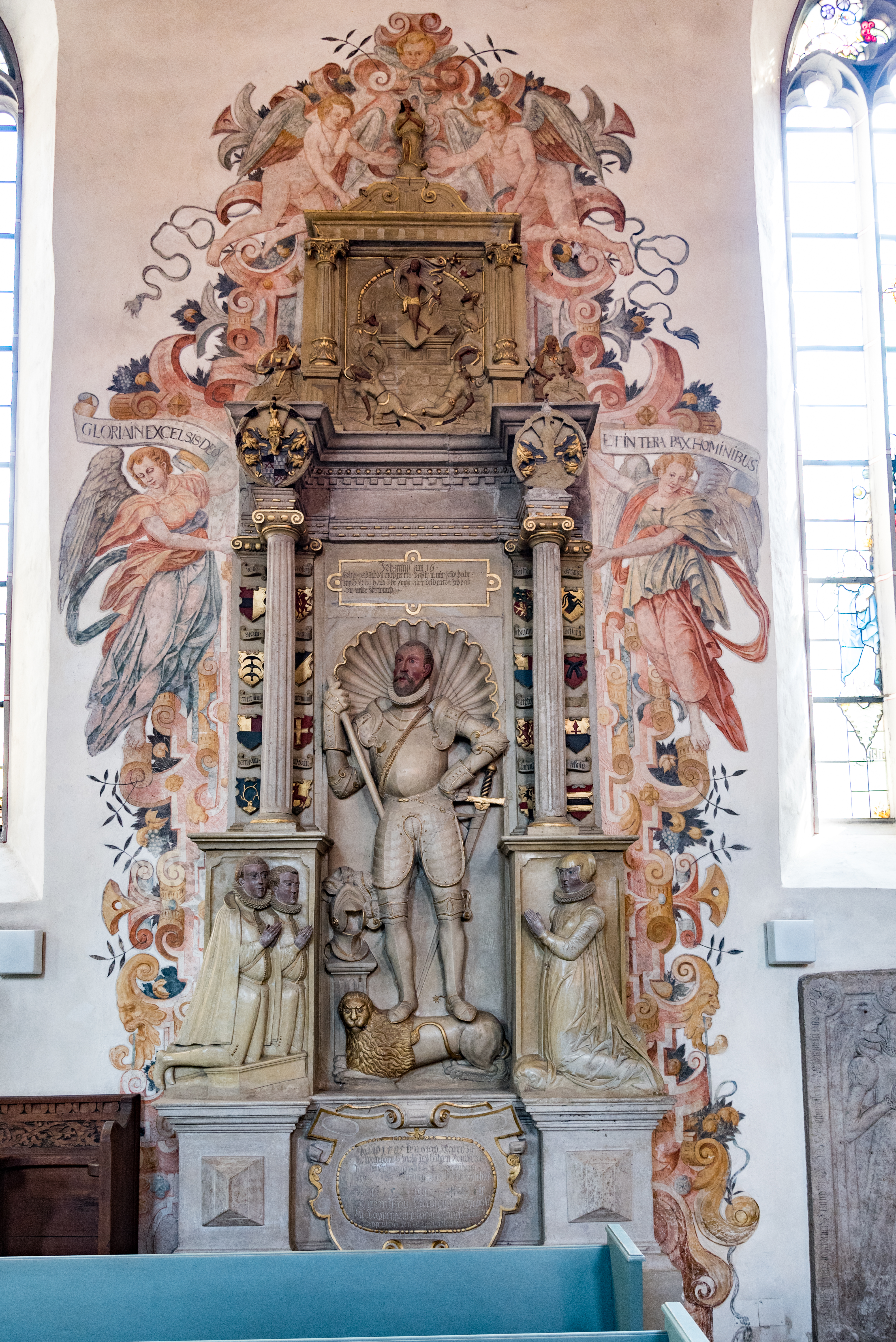
Epitaph von Wolfgang II. in der evangelischen Kirche St. Marien in Pappenheim

Wolfgang II. von Pappenheim (* 27. November 1535 auf Schloss Rotenstein; † 6. März 1585) war ein Reichserbmarschall aus dem Adelsgeschlecht der Pappenheimer.

## Leben
Wolfgang war der Sohn Wolfgangs von Pappenheim († 1558) und seiner Gemahlin Margareta von Roth († 1555). Im Jahr 1555 begleitete er seinen Vater zum Reichstag nach Augsburg. Bereits ein Jahr später zog er sich bei einem Sturz vom Pferd gesundheitliche Probleme zu, die ihn wohl von weiteren Diensten im Reich abhielten. In der Folge konnte er sich stärker um seine Besitzungen kümmern. So hatte er den 8. Teil der Herrschaft Pappenheim, das Schloss Trendel am Hahnenkamm und erwarb zwei weitere Schlösser des Marktes Berolzheim, darunter das Obere Schloss. Zusammen mit seinen Brüdern errichtete er 1563 das Untere Schloss in Grönenbach. Er starb am 6. März 1585 mit 49 Jahren. Ein vermutlich von Wilhelm Sarder aus Eichstätt geschaffenes Marmorepitaph wurde für ihn „in der alten Capelle bey welcher Begräbnis nächst an der Wand“ errichtet. Es trägt die folgende Inschrift:

„Anno Domini 1585 den 6. Martii, ist der Wohlgeborene Herr Wolff, des Heiligen Römischen Reichs Erb-Marschall zu Pappenheim, zwischen 8. und 9. Uhr, Vormittags, Gott seelig verschieden.“

Vermählt war Wolfgang II. mit Magdalena von Pappenheim († 24. Juni 1602), der Tochter des Ulrichs von Pappenheim aus der Alesheimer Linie. Nach dem Tode Wolfgangs II. ehelichte Magdalena ihren zweiten Gemahl Christoph Ulrich von Pappenheim aus der Gräfenthaler Linie, welche mit seinem Tod 1599 ausstarb.

## Nachkommen
- Wolfgang Christoph (* 4. November 1567; † 22. August 1635) ⚭ (1590) Anna Maria von Güsenberg (* 1573; † 24. Dezember 1635)
- Wilhelm IV. (* 4. Februar 1569; † 16. April 1621) ⚭ (1602) Euphrosina von Wallenfels